# Longipalpus dilaw
Longipalpus dilaw är en skalbaggsart som beskrevs av Tatsuya Niisato 1989. Longipalpus dilaw ingår i släktet Longipalpus och familjen långhorningar.
Artens utbredningsområde är Filippinerna. Inga underarter finns listade i Catalogue of Life.